# NGC 5588
NGC 5588 (NGC 5589) é uma galáxia espiral barrada (SBa) localizada na direcção da constelação de Boötes. Possui uma declinação de +35° 16' 14" e uma ascensão recta de 14 horas, 21 minutos e 24,9 segundos.
A galáxia NGC 5588 foi descoberta em 1 de Maio de 1785 por William Herschel.